# Школи Лохвицького земства
Школи Лохвицького земства — загальновживана назва навчальних комплексів, розташованих в межах території колишнього Лохвицького повіту Полтавської губернії.
У червні 2018 року першим семи школам було надано статус пам'яток місцевого значення.

## Передумови створення
В 1903 році архітектор, художник та етнограф Опанас Георгійович Сластіон визначив три основні фактори розвитку архітектури: клімат, місцевість (ландшафт) та етнографію. Ним же вперше було сформульовано шість основних морфологічних ознак української архітектури:
1. шестикутні трапеційні прорізи дверей і вікон;
2. прорізи з напівеліптичними перемичками;
3. чотирисхилі (вальмові) або наметового типу дахи;
4. влаштування заломів на дахах;
5. галереї на стовпчиках, опасання чи піддашшя;
6. колонки крученої форми.|                                                                                                                                                                                                                                           | «…під час революції 1905—1907 pp., коли взагалі у суспільстві посилюються демократичні тенденції, Олена Пчілка подала думку щодо необхідності споруджувати сільські школи в архітектурних формах народного стилю…» |
| — Чепелик Віктор. Український архітектурний модерн / Віктор Чепелик; упоряд. З. В. Мойсеєнко-Чепелик; КНУБА, Всеукр. фонд відтвор. видат. пам'яток іст.-архіт. спадщини ім. О. Гончара, Київ. нац. ун-т буд-ва і архіт. — К.: КНУБА, 2000 | |

3 травня 1908 року було прийнято закон щодо впровадження в межах Російської імперії обов'язкової загальної початкової освіти. З цією метою планувалось створення мережі навчальних закладів, кошти на спорудження яких виділило Міністерство народної просвіти. Реалізація ж даної програми було покладено насамперед на земства. Полтавська губернія була однією з перших, де розгорнулося будівництво навчальних закладів.
У 1909 році Олена Пчілка звертається до Полтавського земства із пропозицією «виробити кілька планів, для більших і для менших шкіл, з нутряним розпорядком хат і з окольними оздобами».
У 1909 році Міністерство народної просвіти внесло у III Державну Думу проєкт нового «Положення про початкові училища». Законопроєкт трохи упорядкував систему, яка склалася на той час, але не передбачав ніяких радикальних реформ. Міністерство пропонувало підпорядкувати єдиним вимогам і єдиній системі управління всі види початкових училищ, включно з церковно-парафіяльними школами. Однокласні училища могли мати три- або чотирирічний курс навчання, у другому випадкові обов'язковою була наявність двох вчителів. Двокласні училища могли мати п'яти- або шестирічний курс навчання. Навчання повинно було продовжуватися не менше шести місяців на рік. Там, де діти при вступі до школи не вміли розмовляти російською, допускалося перші два роки викладати місцевою мовою. У класі могло бути не більше 50 учнів. Учителям призначалася плата за службу не менше 360 рублів на рік. Систему управління і нагляду за училищами було трохи пом'якшено на користь земств. Заснування шкіл земствами вимагало лише повідомлення влади, тим часом раніше був необхідним дозвіл.
Для зведення шкіл в національному стилі «було немало перешкод, тому перші такі школи, виконані за проєктами земських будівничих, якими керував О. Г. Сластіон, з'явилися у селах Лохвицького повіту лише 1909—1910 рр…».
В 1909 році Лохвицька земська управа замовила О. Г. Сластіону розробити вісім проєктів шкіл в українському стилі. В цих проєктах впроваджено розроблені О. Сластіоном ще 1903 року теоретичні положення щодо архітектурно-художнього вигляду будівель в українському національному стилі.
Зазначимо, що застосування при проєктуванні типових проєктів було найбільш прогресивним в ті часи, однак в даному випадку типові проєкти передбачали «…створення не одного чи двох проектів шкіл, але ж цілої їх серії».

## Виставка 1913 року у Києві
| | Шкільне будівництво представлене на виставці дуже убого. Серед маси сірих, казарменого типу шкільних будівель виділяється шкільне будівництво лохвицького земства на Полтавщині (міський павільйон, початкова освіта, кімната №1). Тут маємо знімки з шкіл в українському стилю уже побудованих цим земством (невідомого архітектора) і нових, ухвалених до будування по проєктах класного художника А.Сластьона (три проєкти двохкомплектових шкіл). Звичайно, як в побудованих уже школах, так і в тих, що ухвалені до будування, можна знайти деякі промахи (указують, напр., на відсутність органічного сполучення башт, з самим корпусом будівлі, на непристосованість двоповерхових барокових дахів до башт, позичених з дерев'яних церков тощо) але, щоб не казали вороги українського архітектурного стилю, а все ж таки мусять вони признати, що спроби наших архітекторів вносять в задушливу атмосферу казенного будівництва нову, свіжу думку і оживляють його. |
| — П[авловський] М. Український елемент на Всеросійській виставці в Київ // Рада. — К., 1913. — 15 (28) жовтня. — Число 235. — С. 3 | |

## Сластіон Опанас Георгійович

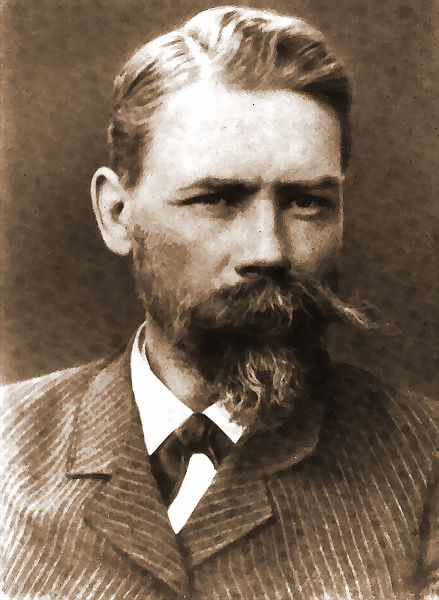
Сластіон Опанас Георгійович

Сластіон Опанас Георгійович народився в Бердянську Таврійської губернії. Дитинство Опанаса пройшло у Ногайську (нині Приморськ). Там хлопчина учився малярству у батька — реставратора і церковного живописця, а сусід-музика і художник Анастас Смоктій учив кобзарству. Разом із сусідом потрапив до Петербурга, познайомився з Порфіром Мартиновичем і вступив до школи Товариства заохочення мистецтв. Пізніше він напише «Спогади про художника П. Мартиновича».
1874—1882 рр. навчався в Академії мистецтв, учень І. Крамського і П. Чистякова. На канікулах Опанас мандрував Україною, змальовував пейзажі, старовинні споруди, архітектурні деталі. Зібрав альбом замальовок селянського одягу, предметів побуту, зразки народного різьблення на дереві. Подовгу жив у Києві, на Волині, Чернігівщині.
Починаючи з 1875 р. Сластіон досліджував кобзарство: створив галерею кобзарів із зазначенням їхнього репертуару, записував думи з живих уст. За 30 років постало 23 портрети кобзарів (Остап Кальний з Сорочинців, Микола Дубина з Решетилівки, Петро Неховайзуба з Бондарів, Опанас Савченко з Черевків, Іван Жовнянський із Золотоніського повіту), збирав все про кобзарство,
1883-85 рр. створив ряд ілюстрацій до поеми Шевченка «Гайдамаки». У 1894 році ілюстрував 100 примірників «Кобзаря», технологія оформлення така, що кожна книга — оригінал. 1894—1895 рр. художник створив альбом літографій «Старовина українська і запорозька» (загинула 1900 року в Петербурзі під час повені). Свої малюнки друкував у часописах Львова, Києва, Петербурга під псевдонімом Опішнянський Гончар.
1897—1900 рр. Сластіон працював художником технічного комітету Військового міністерства, але душа рвалася на батьківщину.
1900—1928 рр. працював у Миргороді. За його проєктами було побудовано ряд шкіл, лікарень, будинків кооперативних товариств, Миргородську водолікарню, їдальню-клуб, грязелікарню.
Брав участь у конкурсі на найкращий проєкт монумента Кобзарю в Києві. До 100-річчя з дня народження Шевченка Сластіон виступив ініціатором зведення пам'ятника поету в Миргороді, брав участь у зборі коштів.
Починаючи з 1918 року очолював комісію по збору культурних і мистецьких цінностей. 1920 року організував художньо-промисловий музей у Миргороді, через кілька років став організатором селянської капели бандуристів імені І. Франка.
24 вересня 1933 р. Опанас Георгійович помер, поховано його на Троїцькому кладовищі Миргорода.

## Типологія шкіл
Всього відомо 8 типових проєктів О. Сластіона, за якими будувались школи в Лохвицькому земстві. Однак основних було три, які визначались за кількістю класів: одно-, дво-, трикласні (або ж «-комплектні»).

## Планувальна та функціональна структура
Розроблені за проєктом О. Сластіона школи, мали «…добре розв'язані плани, створені на підставі чіткого зонування навчальних та допоміжних приміщень. Великі шестикутні вікна достатньо освітлювали класи. Автор застосував розкладні дерев'яні перегородки, які дозволяли, у разі потреби, об'єднувати класи між собою в одну велику залу. У той час подібні прийоми розв'язання трансформованого внутрішнього простору майже не були відомі, тому в цьому О. Г. Сластіон виступає новатором, котрий збагачує композицію шкільного будинку і стає провідником прогресивного принципу в сільському будівництві».
Загальні принципи. Планування підпорядковувалось вимогам доцільності, яка проявлялась у функціональному групуванні приміщень.
Однокомпектна школа. Розпланувальна типологія змішана (коридорна, анфіланда). Зона навчального процесу: навчальний клас, вхідний тамбур, коридор-рекреація (в зимовий період використовувався під роздягальню). Бібліотека та житлові кімнати учителів з кабінетом, маючи автономну функціональну одиницю, мали окремі входи до бібліотеки та до житлових приміщень.
Двокомплектна школа. Розпланувальна система змішана (коридорна, анфіладна). Зона навчального процесу: навчальний клас, вхідний тамбур, коридор-рекреація (в зимовий період використовувався під роздягальню). житлові приміщення для учителів, сільська та шкільна бібліотеки.
Трикомплектна школа. Розпланувальна типологія коридорна двобічна з двома крилами. Навчальна зона включала вхідний тамбур, роздягальню, рекреацію, класи, кімнату вчителів, бібліотеку та сторожку. Житлова зона охоплювала двокімнатну квартиру вчителя з кухнею, хижкою та передпокоєм.
Чотирикомплектна школа. В сучасних статтях інколи з'являється інформація про чотирикомплексні школи. Проте всі посилання робляться на школу у Варві (Чернігівська область). Зазначимо, що ця школа початково будувалась, як трикомплектна і лише в радянський час була розширена, від чого й з'явилась мабуть думка, що це невідомий — чотирикомплектний тип школи. Проте це є помилковим судженням. Запроєктовані та зведені були лише одно-, дво- та трикомплектні школи.

## Сучасність
Сьогодні унікальні школи за проектом Опанаса Сластіона в більшій мірі руйнуються будучи позалишені пусткою. Саме тому ці унікальні об'єкти української архітектурної школи закликають рятувати активісти Полтавщини.

## Історична іконографія
Проєкти шкіл для Лохвицького земства. Малюнки О.Сластіона, які були представлені на Всеросійській виставці в 1913 році. Матеріали зі статті: Український елемент на всеросійській виставці в Київі // Ілюстрована Україна. — Львів, 1914. — 1 лютого (Число 2).

## Перелік шкіл
| № п/п | Тип            | Населений пункт                 | Район         | Область      | Дата створення | Статус | Зображення |
| ----- | -------------- | ------------------------------- | ------------- | ------------ | -------------- | --- | ---------- |
| 1     | Однокомплектна | Западинці                       | Лохвицький    | Полтавська   | 1913-14        | Спалена в 2011 році |            |
| 2     | Однокомплектна | Лучка                           | Лохвицький    | Полтавська   | (?)            | На обліку не перебуває |            |
| 3     | Однокомплектна | Макушиха                        | Прилуцький    | Чернігівська | (?)            | Пам'ятка архітектури місцевого значення (охоронний № 55-Чг)                                                                                                   |            |
| 4     | Однокомплектна | Нетратівка                      | Чорнухинський | Полтавська   | 1913           | Пам'ятка архітектури місцевого значення (ох. № 4886-Пл) (Наказ МКУ від 03.04.2019 № 266)                                                                      |            |
| 5     | Однокомплектна | Нове (Новий Хутір)              | Лохвицький    | Полтавська   | (?)            | Пам'ятка архітектури місцевого значення (ох. № 4872-Пл) (Наказ МКУ від 03.04.2019 № 266)                                                                      |            |
| 6     | Однокомплектна | Піски-Удайські                  | Чорнухинський | Полтавська   | 1914           | Пам'ятка архітектури місцевого значення (ох. № 4888-Пл) (Наказ МКУ від 03.04.2019 № 266)                                                                      |            |
| 7     | Однокомплектна | Риги                            | Лохвицький    | Полтавська   | 1913-14        | Пам'ятка архітектури місцевого значення (ох. № 4874-Пл) (Наказ МКУ від 03.04.2019 № 266)                                                                      |            |
| 8     | Однокомплектна | Рудка                           | Лохвицький    | Полтавська   | (?) руйнується | Пам'ятка архітектури місцевого значення (ох. № 4875-Пл) (Наказ МКУ від 03.04.2019 № 266)                                                                      |            |
| 9     | Однокомплектна | Ручки                           | Лохвицький    | Полтавська   | (?) руйнується | На обліку не перебуває |            |
| 10    | Однокомплектна | Синяківщина                     | Чорнухинський | Полтавська   | 1912           | Пам'ятка архітектури місцевого значення (ох. № 4881-Пл) (Наказ МКУ від 03.04.2019 № 266)                                                                      |            |
| 11    | Однокомплектна | Старий Хутір                    | Лохвицький    | Полтавська   | (?)            | Пам'ятка архітектури місцевого значення (ох. № 4870-Пл) (Наказ МКУ від 03.04.2019 № 266)                                                                      |            |
| 12    | Однокомплектна | Степуки                         | Лохвицький    | Полтавська   | (?)            | На обліку не перебуває |            |
| 13    | Однокомплектна | Христанівка                     | Лохвицький    | Полтавська   | 1913-14        | Пам'ятка архітектури місцевого значення (ох. № 4868-Пл) (Наказ МКУ від 03.04.2019 № 266)                                                                      |            |
| 14    | Однокомплектна | Шевченкове (Крижанове)          | Лохвицький    | Полтавська   | (?)            | Пам'ятка архітектури місцевого значення (ох. № 4871-Пл) (Наказ МКУ від 03.04.2019 № 266)                                                                      |            |
| 15    | Однокомплектна | Шмиглі                          | Лохвицький    | Полтавська   | 1912           | На обліку не перебуває, руйнується |            |
| 16    | Двокомплектна  | Безсали (№ 1) (північ села)     | Лохвицький    | Полтавська   | 1913           | Пам'ятка архітектури місцевого значення (ох. № 4846-Пл) (Наказ МКУ від 4.06.2018 № 480)                                                                       |            |
| 17    | Двокомплектна  | Безсали (№ 2) (південь села)    | Лохвицький    | Полтавська   | 1913           | Пам'ятка архітектури місцевого значення (ох. № 4845-Пл) (Наказ МКУ від 4.06.2018 № 480)                                                                       |            |
| 18    | Двокомплектна  | Бербениці (№ 1)                 | Лохвицький    | Полтавська   | (?)            | Пам'ятка архітектури місцевого значення (ох. № 4897-Пл) (Наказ МКУ від 25.04.2019 № 354)                                                                      |            |
| 19    | Двокомплектна  | Богодарівка                     | Чорнухинський | Полтавська   | (?)            | Пам'ятка архітектури місцевого значення (ох. № 4880-Пл) (Наказ МКУ від 03.04.2019 № 266)                                                                      |            |
| 20    | Двокомплектна  | Бодаква                         | Лохвицький    | Полтавська   | 1913-14        | Пам'ятка архітектури місцевого значення (ох. № 4848-Пл) (Наказ МКУ від 4.06.2018 № 480)                                                                       |            |
| 21    | Двокомплектна  | Брисі (Заводське)               | Лохвицький    | Полтавська   | 1913-14        | Щойновиявлений об'єкт культурної спадщини за видом «архітектура» (Наказ управління культури Полтавської ОДА від 03.06.2013 р. № 196.)                         |            |
| 22    | Двокомплектна  | Гаївщина (Скоробогатьки)        | Лохвицький    | Полтавська   | 1913-14        | Пам'ятка архітектури місцевого значення (ох. № 4895-Пл) (Наказ МКУ від 25.04.2019 № 354)                                                                      |            |
| 23    | Двокомплектна  | Гільці                          | Чорнухинський | Полтавська   | 1911 (?)       | Пам'ятка архітектури місцевого значення (ох. № 4883-Пл) (Наказ МКУ від 03.04.2019 № 266)                                                                      |            |
| 24    | Двокомплектна  | Голінка                         | Роменський    | Сумська      | 1911           | Щойновиявлений об'єкт культурної спадщини за видом «архітектура» (Наказ управління культури Сумської ОДА від 28.12.2011 р. № 236.)                            |            |
| 25    | Двокомплектна  | Городище                        | Чорнухинський | Полтавська   | 1912           | Зруйнована. Дата руйнування не встановлена |            |
| 26    | Двокомплектна  | Гудими                          | Роменський    | Сумська      | 1911-12 рр.    | На обліку не перебуває |            |
| 27    | Двокомплектна  | Кізлівка                        | Чорнухинський | Полтавська   | 1912           | Пам'ятка архітектури місцевого значення (ох. № 4884-Пл) (Наказ МКУ від 03.04.2019 № 266)                                                                      |            |
| 28    | Двокомплектна  | Млини                           | Лохвицький    | Полтавська   | 1911           | Щойновиявлений об'єкт культурної спадщини за видом «архітектура» (Наказ управління культури Полтавської ОДА від 03.06.2013 р. № 196.)                         |            |
| 29    | Двокомплектна  | Мокіївка                        | Чорнухинський | Полтавська   | 1912           | Пам'ятка архітектури місцевого значення (ох. № 4887-Пл) (Наказ МКУ від 03.04.2019 № 266)                                                                      |            |
| 30    | Двокомплектна  | Окіп                            | Лубенський    | Полтавська   | 1912 (?)       | Пам'ятка архітектури місцевого значення (ох. № 4877-Пл) (Наказ МКУ від 03.04.2019 № 266)                                                                      |            |
| 31    | Двокомплектна  | Піски                           | Лохвицький    | Полтавська   | (?)            | Пам'ятка архітектури місцевого значення (ох. № 4896-Пл) (Наказ МКУ від 25.04.2019 № 354)                                                                      |            |
| 32    | Двокомплектна  | Пісочки                         | Лохвицький    | Полтавська   | 1913-14        | Пам'ятка архітектури місцевого значення (ох. № 4849-Пл) (Наказ МКУ від 4.06.2018 № 480)                                                                       |            |
| 33    | Двокомплектна  | Світличне                       | Прилуцький    | Чернігівська | 1912           | На обліку не перебуває |            |
| 34    | Двокомплектна  | Токарі                          | Лохвицький    | Полтавська   | 1912           | На обліку не перебуває |            |
| 35    | Двокомплектна  | Бербениці (№ 2)                 | Лохвицький    | Полтавська   | 1912-13 рр.    | Пам'ятка архітектури місцевого значення (ох. № 4867-Пл) (Наказ МКУ від 03.04.2019 № 266)                                                                      |            |
| 36    | Двокомплектна  | Білоцерківці (№ 2)              | Лубенський    | Полтавська   | 1911-12 рр..   | Пам'ятка архітектури місцевого значення (ох. № 4878-Пл) (Наказ МКУ від 03.04.2019 № 266)                                                                      |            |
| 37    | Двокомплектна  | Хитці (Шеківська сільська рада) | Лубенський    | Полтавська   | (?)            | Пам'ятка архітектури місцевого значення (ох. № 4876-Пл) (Наказ МКУ від 03.04.2019 № 266)                                                                      |            |
| 38    | Двокомплектна  | Яблунівка (Гапонівка)           | Лохвицький    | Полтавська   | 1913 (?)       | Пам'ятка архітектури місцевого значення (ох. № 4873-Пл) (Наказ МКУ від 03.04.2019 № 266)                                                                      |            |
| 39    | Трикомплектна  | Білоцерківці (№ 1)              | Пирятинський  | Полтавська   | 1912           | Пам'ятка архітектури місцевого значення (ох. № 4879-Пл) (Наказ МКУ від 03.04.2019 № 266)                                                                      |            |
| 40    | Трикомплектна  | Білогорілка                     | Лохвицький    | Полтавська   | 1912–1913      | Пам'ятка архітектури місцевого значення (ох. № 4847-Пл) (Наказ МКУ від 4.06.2018 № 480)                                                                       |            |
| 41    | Трикомплектна  | Бондарі                         | Лубенський    | Полтавська   | 1912           | Пам'ятка архітектури місцевого значення (ох. № 4893-Пл) (Наказ МКУ від 03.04.2019 № 266)                                                                      |            |
| 42    | Трикомплектна  | Брагинці                        | Прилуцький    | Чернігівська | (?)            | На обліку не перебуває |            |
| 43    | Трикомплектна  | Варва                           | Прилуцький    | Чернігівська | 1912           | Пам'ятка архітектури місцевого значення (охоронний № 44-Чг)                                                                                                   |            |
| 44    | Трикомплектна  | Гнідинці                        | Прилуцький    | Чернігівська | (?)            | На обліку не перебуває |            |
| 45    | Трикомплектна  | Жабки (Луценки)                 | Лохвицький    | Полтавська   | 1913           | Пам'ятка архітектури місцевого значення (ох. № 4850-Пл) (Наказ МКУ від 4.06.2018 № 480)                                                                       |            |
| 46    | Трикомплектна  | Курінька                        | Чорнухинський | Полтавська   | 1912           | Пам'ятка архітектури місцевого значення (ох. № 4885-Пл) (Наказ МКУ від 03.04.2019 № 266)                                                                      |            |
| 47    | Трикомплектна  | Лука                            | Лохвицький    | Полтавська   | 1912–1913      | Пам'ятка архітектури місцевого значення (ох. № 4851-Пл) (Наказ МКУ від 4.06.2018 № 480)                                                                       |            |
| 48    | Трикомплектна  | Нова Гребля                     | Роменський    | Сумська      | (?)            | Щойновиявлений об'єкт культурної спадщини за видом «архітектура» (Наказ управління культури Сумської ОДА від 28.12.2011 р. № 236.). Школа згоріла у 2017 році |            |
| 49    | Трикомплектна  | Озеряни                         | Прилуцький    | Чернігівська | (?)            | Пам'ятка архітектури місцевого значення (охоронний № 54-Чг)                                                                                                   |            |
| 50    | Трикомплектна  | Остапівка                       | Прилуцький    | Чернігівська | (?)            | На обліку не перебуває |            |
| 51    | Трикомплектна  | Сенча                           | Лохвицький    | Полтавська   | (?)            | Зруйнована. Дата руйнування 2014—2015 |            |
| 52    | Трикомплектна  | Чорнухи                         | Чорнухинський | Полтавська   | 1912           | Пам'ятка архітектури місцевого значення (ох. № 4889-Пл) (Наказ МКУ від 03.04.2019 № 266)                                                                      |            |
| 53    | Трикомплектна  | Харсіки                         | Чорнухинський | Полтавська   | 1913           | Пам'ятка архітектури місцевого значення (ох. № 4892-Пл) (Наказ МКУ від 03.04.2019 № 266)                                                                      |            |
| 54    | Трикомплектна  | Ярошівка                        | Роменський    | Сумська      | 1912           | Щойновиявлений об'єкт культурної спадщини за видом «архітектура» (Наказ управління культури Сумської ОДА від 28.12.2011 р. № 236.)                            |            |

### Сучасна преса про школи
1. Оксана Олійник. Толока в Христанівці відбулася! / З міста в село. Крок до внутрішньої революції. — 7 червня 2016
2. Школа може бути осередком нешкільної освіти, — культурологиня / Громадське радіо. — 22 червня 2016
3. Ольга Ситнік. Секрети закинутих шкіл. Один приклад відродження села / Українська правда. Життя. — 23 червня 2016
4. Задорожна Олена. Школи Лохвицького земства — комплекс, що заслуговує на увагу ЮНЕСКО? // Події та коментарі. — 3 жовтня 2016
5. Богдан Проскуров (Полтава) «Шанс вистояти»: Дев'ять унікальних архітектурних споруд на Полтавщині — відтепер під охороною / День.Kyiv.ua 31 серпня 2016
6. Школи Лохвицького земства, створені за проєктом О.Сластіона / Полтавщина: офіційний сайт Управління культури Полтавської обласної державної адміністрації. — 6 вересня 2016.
7. ХАРСІЦЬКА ЗЕМСЬКА ШКОЛА ОТРИМАЛА СВОГО ГОСПОДАРЯ / ЧОРНУХИНСЬКА РАЙОННА ДЕРЖАВНА АДМІНІСТРАЦІЯ. Офіційний вебпортал. — 2016
8. Іван Биков: Школи Сластіона зберегли українську традицію у царській Росії / Виступ на Громадському радіо — 5 листопада 2016
9. Лідія Віценя. Ми дуже вартісні люди, ми варті своєї свободи! // Зоря Полтавщини. Всеукраїнська громадсько-політична газета. — 6 січня 2017
10. Як у Христанівці пустку зі школи виганяли… // Зоря. Лохвицька районна газета. — 5 січня 2017

### Відеосюжети
1. Школи Лохвицького земства — пам'ятки українського архітектурного модерну: Архітектурний модерн в українській вишиванці — небайдужі українці намагаються врятувати унікальні столітні споруди — школи Лохвицького земства / Факти ICTV. — 2 травня 2016
2. Столичні активісти заходилися рятувати український архітектурний модерн / Випуск ТСН 19:30. — 9 травня 2016 («…Під опіку взяли школи колишнього Лохвицького земства. Їх на початку минулого століття спроєктував відомий український архітектор Опанас Сластіон. Зараз півсотні навчальних закладів розкидані по трьох областях. Спецоперацію з порятунку шкіл, з унікальною цегляною кладкою та характерними вікнами, активісти почали з Полтавщини»). Святослав Келим-Золотайко. Порятунок модерну / ГромадськеТБ.Полтава. — 16 червня 2016. («Засновники проєкту „Школи Лохвицького земства“ займаються порятунком унікального архітектурного спадку України початку ХХ століття — будівель у стилі українського модерну архітектора Опанаса Сластіона. Більшість із близько 50 споруд одного автора розташовані в Полтавській області. Значна частина з яких спустошені та перебувають в стадії руйнації…»).
3. Унікальні будівлі земських шкіл на Полтавщині під загрозою знищення / Випуск ТСН 12:00. — 5 вересня 2016 («Унікальні будівлі земських шкіл на Полтавщині під загрозою знищення. Їх на початку минулого століття спроєктував відомий український архітектор Опанас Сластьон. Три десятки будівель вже втрачено, решту вирішили взяти під опіку активісти. Тепер будуть шукати гроші, аби відреставрувати приміщення. Чи будуть тут вчитися діти, вирішуватимуть громадою»).
4. На Полтавщині активісти рятують зразки національного архітектурного модерну / Телеканал Лтава. — 6 вересня 2016 (На Полтавщині активісти взялися рятувати унікальні зразки національного архітектурного модерну — столітні земські школи за проєктом Опанаса Сластьона. Деякі з них вже зникли безслідно. А близько третини тих будівель, що вціліли, потребують термінового ремонту й реставрації. Тож засновники проєкту «Школи Лохвицького земства» влаштовують толоки, щоб не стільки причепурити занедбані будівлі, як привернути до них увагу).
5. Активісти проекту «Школи Лохвицького земства» побували на могилі архітектора Сластіона / Телеканал «Лтава». — 27 вересня 2016 (Проєкт «Школи Лохвицького земства» побував у Миргороді. Містянам подарували виставку фотознімків вцілілих архітектурних об'єктів, які у перспективі планують внести до списку світової спадщини. Докладніше про громадську ініціативу в сюжеті Наталії Кондри).
6. На Полтавщині активісти намагаються зберегти унікальні школи / Сніданок з 1+1. — 24 жовтня 2016 (На Полтавщині активісти намагаються зберегти унікальні школи. Збудовані вони більш як 100 років тому. Такі споруди могли б запросто стати оселею заможних людей того часу, але будували їх для звичайних сільських дітей. Активісти створили інтерактивну карту з фотографіями, вивчають архіви, влаштовують толоки. Захисники сластіонових шкіл мріють зробити їх пам'ятками архітектури).
7. Чи може комплекс сільських шкіл на Полтавщині претендувати на увагу з боку ЮНЕСКО / УКМЦ. 04.11.2016 (Ольга Герасим'юк, ініціатор проєкту, перший заступник голови Національної ради з питань телебачення та зв'язку, Максим Іванов, дослідник проєкту, фотограф, Іван Биков, керівник «Архітектурної майстерні Івана Бикова», Оксана Чепелик, художниця, Олена Задорожна, представник Тараса Кутового, міністра аграрної політики та продовольства України).
8. Школи Сластіона / Телеканал ZIK. Головні розслідування країни. — 26 грудня 2016
9. На Полтавщині рятують школи Сластіона / Телеканал ZIK. Головні розслідування країни. — 4 січня 2017
10. Школи Лохвицького земства: архітектор Опанас Сластіон / Розбирай архітектуру — 30 квітня 2022